# Anastasiya Matrosova
Anastasiya Volodymyrivna Matrosova –en ucraniano, Анастасія Володимирівна Матросова– (3 de enero de 1982) es una deportista ucraniana que compitió en judo. Ganó cuatro medallas de bronce en el Campeonato Europeo de Judo entre los años 2000 y 2005.

## Palmarés internacional
| Campeonato Europeo | Campeonato Europeo      | Campeonato Europeo | Campeonato Europeo |
| Año                | Lugar                   | Medalla            | Categoría          |
| ------------------ | ----------------------- | ------------------ | ------------------ |
| 2000               | Breslavia (Polonia)     | Medalla de bronce  | –78 kg             |
| 2002               | Maribor (Eslovenia)     | Medalla de bronce  | –78 kg             |
| 2004               | Bucarest (Rumania)      | Medalla de bronce  | –78 kg             |
| 2005               | Róterdam (Países Bajos) | Medalla de bronce  | –78 kg             |